# San Patricio (Teksas)
San Patricio je grad u američkoj saveznoj državi Teksas. Prema popisu stanovništva iz 2010. u njemu je živjelo 395 stanovnika.